# SV Beuel 06
SV Beuel 06 is een Duitse voetbalclub uit Beuel, een stadsdeel van Bonn. De club werd opgericht in 1906 en was voor de Tweede Wereldoorlog actief op het hoogste niveau. De club speelt momenteel in de lagere regionen van Mittelrhein. In 2019 promoveerde de club van de Kreisliga Bonn naar de Bezirksliga.